# Half-Life 2
Half-life 2 (engleski termin za vrijeme poluraspada) znanstvenofantastična je pucačina u prvom licu koju je napravila programska kuća Valve. Dana 16. studenoga 2004. tu je igru objavio studio Sierra za operativni sustav Microsoft Windows. Igra je prvotno trebala biti objavljena 2003., no objava je odgođena jer je većina igre već procurila na internet. Njemački je haker upao u Valveova računala te je gotovo dovršenu inačicu Half-Lifea 2 objavio na internetu.

## O igri
Half-Life 2 pucačina je u prvom licu koja se igra iz perspektive Gordona Freemana. Igrač raspolaže brojnim oružjima, među kojima je i gravitacijska puška (gravity gun), uz pomoć kojih se bori protiv neprijatelja i rješava zagonetke.
Dok se igra programirala, također se programirao i Steamov softver. Prva je igra koja je ikada služila pogonom Source i zbog Steama je bila prva igra za jednu osobu za koju se trebalo registrirati preko interneta.

## Radnja
Radnja Half-Lifea 2 odvija se otprilike dvadeset godina nakon incidenta u Istraživačkoj ustanovi Black Mesa iz prve igre do kojeg je došlo nakon što su znanstvenici nehotice otvorili portal prema neprijateljskoj dimenziji pod imenom Xen. Igra počinje tako što se Gordon Freeman budi iz hibernacije u koju ga je postavio tajnoviti G-Man. G-Man mu otkriva da je incident u Black Mesi privukao pozornost višedimenzionalnog carstva pod imenom Combine, koje je pokorilo svijet nakon sedam sati borbe. Combine je potom stvorio grubu policijsku državu tako što je asimilirao ljude i ostale vrste. G-Man stavlja Gordona u vlak koji dolazi u Grad 17 (City 17), mjesto na kojem se nalazi Combineova Citadela; u toj citadeli dr. Wallace Breen, bivši administrator Black Mese koji je ugovorio Zemljinu predaju, vlada kao Combineov marionetski vladar.
Nakon što se izmakne Combineovim snagama, Gordon se pridruži pokretu otpora koji vodi bivši znanstvenik Black Mese dr. Eli Vance; u tom pokretu sudjeluju i Vanceova kći Alyx, bivši zaštitar Black Mese Barney Calhoun (koji radi prerušen u službenika civilne zaštite) i znanstvenik Black Mese dr. Isaac Kleiner. Nakon što se neuspješno pokuša teleportirati u bazu pokreta otpora poznatu kao Black Mesa East iz Kleinerova improviziranog laboratorija, Gordon putuje pješice kroz gradski sustav kanala. Naposljetku stekne močvarni čamac i bori se s neprijateljima u odvodnim kanalima i rijekama.
U Black Mesa Eastu Gordon se sastaje s Eliem i upoznaje znanstvenicu dr. Judith Mossman. Alyx upozna Gordon sa svojim robotom ljubimcem Dogom i dodijeli mu gravitacijsku pušku (gravity gun), oruđe kojim se može djelovati na velike predmete. Potom bazu napadnu Combineove snage, koje otimaju Elia i Mossman o odvode ih u zatvor Nova Prospekt. Odvojen od Alyx, Gordon putuje kroz grad Ravenholm koji je prepun zombija, a na putu mu pomaže posljednji preživjeli čovjek, Otac Grigori (Father Grigori). Nakon što pobjegne iz grada, Gordon otkriva predstražu pokreta otpora. Posluži se prilagođenim rekreacijskim vozilom za pješčane humke i vozi raspadajućom obalnom cestom do Nova Prospekta, a pritom se bori protiv izvanzemaljskih bića poznatih kao mravolavovi (antlions) i pomaže članovima pokreta otpora u obrani protiv Combineovih racija.
Gordon uspješno provaljuje u Nova Prospekt i ponovno se sastaje s Alyx. Saznaju gdje se nalazi Eli, ali otkriju i da je Mossman Combineova doušnica. Prije nego što je mogu zaustaviti, Mossman teleportira sebe i Elia u Citadelu. Combineov uređaj za teleportaciju eksplodira ubrzo nakon što se Gordon i Alyx posluže njime da bi pobjegli iz Nova Prospekta.
Nakon što se vrate u Kleinerov laboratorij, Gordon i Alyx saznaju da se uređaj za teleportaciju pokvario i da je prošlo tjedan dana. Dok ih nije bilo, pokret otpora pripremio se za borbu protiv Combinea. Uz pomoć Doga i Barneyja Gordon uspijeva ući u Citadelu. Sigurnosni sustav slučajno učini Gordonovu gravitacijsku pušku moćnijom i omogućuje mu da se bori dok se probija kroz Citadelu.
Gordona naposljetku zarobljava Combineova transportna kapsula koja ga vodi do Breenova ureda, u kojem ga čekaju Breen i Mossman, a uz njih se nalaze zarobljeni Eli i Alyx. Breen razlaže planove za daljnje porobljivanje ljudske vrste s Combineom, što se kosi s onim što je rekao Mossman. Mossman u ljutnji oslobađa Gordona, Alyx i Elia prije nego što ih je Breen mogao teleportirati na drugi svijet. Breen pokušava pobjeći uz pomoć uređaja za teleportaciju, ali mu Gordon uništi reaktor služeći se energetskim kuglama koje izbacuje gravitacijska puška, nakon čega Breen umire. U vrijeme kad reaktor eksplodira, G-Man se ponovno pojavi i zaustavi vrijeme. Pohvali Gordona zbog njegovih djela i spominje da za njegove "usluge" ponude u zraku, a zatim ga ponovno stavlja u hibernaciju.

## Recenzije
Kao što je bio slučaj i s prvom igrom, Half-Life 2 dobio je pohvale kritika zbog fizičke simulacije, animacije, zvuka, umjetne inteligencije (AI), grafike i priče. Igra je dobila 39 nagrada za igru godine. Spike ju je proglasio "igrom desetljeća".
Do 9. veljače 2011. igra je prodana u više od 12 milijuna primjeraka.

## Izdanja
- Microsoft Windows
- OS X
- Linux
- PlayStation 3
- Xbox
- Xbox 360
- NVIDIA Shield

## Nastavci
Nakon Half-Lifea 2 uslijedila su dva epizodna nastavka: Half-Life: Episode One (2006.) i Half-Life: Episode Two (2007.). Nakon što je otkazano nekoliko daljnjih projekata u serijalu, Valve je 2020. objavio prednastavak Half-Life: Alyx.

## Vanjske poveznice
- Stranica igre
- Steam stranica igre